# Manuel Valdivia Ureña
Manuel Valdivia Ureña   (Martos, 12 de novembre de 1928 - València, 29 d'abril de 2014) va ser un enginyer agrònom, matemàtic, catedràtic universitari i acadèmic espanyol.

## Biografia
Manuel Valdivia es va graduar com a enginyer agrònom en la Escola Tècnica Superior d'Enginyers Agrònoms de Madrid el 1958. S'hi doctorà el 1961, mateix any en el qual va obtenir la llicenciatura en Matemàtiques per la Universitat Complutense de Madrid, matèria en la qual es va doctorar també dos anys més tard, 1963, de la mà de Ricardo San Juan Llosá. La seva capacitat de formació anava aparellada a la seva carrera com a docent, on va obtenir per oposició la càtedra d'Anàlisi matemàtica en la Universitat de València el 1965 para, quatre anys després, obtenir la càtedra d'Àlgebra i Càlcul infinitesimal de l'Escola d'Enginyers Agrònoms de la Politècnica valenciana.
Va ser un especialista en anàlisi matemàtica i se li atribueix ser el responsable del seu sorgiment i de les matemàtiques espanyoles en general des dels anys 1970, així com de la seva internacionalització. Entenia la creació matemàtica com a semblant a l'artística i al llarg de la seva dilatada carrera va formular diversos teoremes que porten el seu nom. Va escriure centenars d'articles acadèmics, va presentar ponències i va dictar conferències arreu del món. Va resoldre alguns dels problemes matemàtics plantejats per Alexander Grothendieck i el teorema de la gràfica boreliana de Laurent Schwartz. També fou l'autor de Topics in Locally Convex Spaces, una obra considerada «fonamental i bàsica» pels investigadors matemàtics en el camp dels espais localment convexos.
D'entre els seus alumnes, a més d'una trentena de doctorats, van sortir catorze catedràtics d'Universitat i quinze professors titulars a Espanya. Pels seus mèrits, va rebre el doctorat Honoris causa per les universitats Politècnica de València (UPV), Rei Jaume I de Castelló, Alacant, Jaén i Lieja. Va ser convidat a impartir classes i conferències en universitats i centres superiors d'Alemanya (Friburg, Oldemburgh, Saarbrucken, Tubingia, Múnic, Frankfurt, Mainz, Paderborn, Colònia i Düsseldorf) Bèlgica, Brasil, Xile, Estats Units, França, Itàlia, Polònia i Turquia, entre altres països. També va ser proposat al Premi Príncep d'Astúries d'Investigació Científica el 1988, 1989, 1990 i 1992, i al Premio Nacional de Recerca Científica Ramón y Cajal.
Va ser membre de la Institució Valenciana d'Estudis i Investigació, acadèmic de nombre de la Reial Acadèmia de Ciències Exactes, Físiques i Naturals (1975) i de la d'Enginyeria, acadèmic corresponent de la Reial Acadèmia de Ciències i Arts de Barcelona i de la Societé Royal des Sciences de Liège, i va rebre la Gran Creu de l'Orde d'Alfons X el Savi.